# Kiekendiefpad
Het Kiekendiefpad is een wandelnetwerk van ruim 75 kilometer bewegwijzerde wandelpaden in de gemeente Goes. De bewegwijzering vindt plaats met het knooppuntensysteem. Het is vernoemd naar de bruine kiekendief, die in deze omgeving broedt.
Er zijn acht startpunten met goede parkeergelegenheid:
- Station Goes
- Oud-Sabbinge
- Wolphaartsdijk
- De jachthaven van Wolphaartsdijk
- Goese Sas
- De Piet
- Het Poelbos
- De Zandkreekdam

De paden leiden langs Oosterschenge, Westerschenge, Veerse Meer en Oosterschelde, door de dorpen Wolphaartsdijk, Wilhelminadorp en Oud-Sabbinge en door Goes.